# 택배기사
《택배기사》(영어: Black Knight)는 넷플릭스에서 2023년 5월 공개된 대한민국의 공상 과학 액션 드라마이다.

## 기획의도
극심한 대기 오염으로 산소호흡기 없이는 살 수 없는 미래의 한반도, 전설의 택배기사 ‘5-8’과 난민 ‘사월’이 새로운 세상을 지배하는 천명그룹에 맞서며 벌어지는 일을 그린 넷플릭스 시리즈

## 제작진

### 연출 & 각본
- 조의석 : ( 영화 《플란다스의 개》(연출부), 영화 《일단 뛰어》(각본 & 감독), 영화 《조용한 세상》(각본 & 감독), 영화 《감시자들》(공동감독 & 각본), 영화 《마스터》(공동각본 & 감독), 영화 《골든 슬럼버》(공동각본) 등 연출 및 각본 )

## 주요 인물
- 김우빈 : 5-8 역 - 비범한 전투 기술을 가진 전설의 택배기사
- 이솜 : 정설아 역 - 군 정보사 소령
- 송승헌 : 류석 역 - 천명그룹 후계자
- 강유석 : 윤사월 역 - 택배기사를 꿈꾸는 난민

## 블랙 나이트
- 이이담 : 4-1 역
- 이순원 : 3-3 역
- 허형규 : 1-3 역
- 배명진 : 2-4 역
- 유인혁 : 4-2 역
- 장미관 : 5-2 역
- 유혁재 : 8-9 역
- 양정두 : 8-2 역
- 한상길 : 7-3 역
- 조지안 : 6-3 역

참고 : 낮에는 천명그룹 소속 택배기사를, 밤에는 난민들을 돕는 조직, 5-8을 포함 총 11명으로 구성된 블랙 나이트는 산소가 통제된 세상을 무너뜨릴 유일한 희망이 되는 인물들로 등장한다.

## 주변 인물
- 진경 : 대통령 역 - 천명이 지배하는 세상에 안주하지 않고 류석과 새로운 이주구역에 대한 주도권을 두고 갈등하는 인물
- 김의성 : 뚝딱할배 역 - 못 고치는 것이 없는 만능 기계공, 무쓸모와 멍, 멍멍의 보호자
- 이주승 : 무쓸모 역 - 사월을 돕는 키메이커
- 정은성 : 멍 역
- 이상진 : 멍멍 역
- 남경읍 : 류 회장 역 - 천명그룹의 회장이자 류석의 아버지
- 노윤서 : 정슬아 역 - 설아의 친동생, 사월과는 가족으로 지내고 있다.
- 김민 : 주경남 역 - 군인 출신, 일반 시민, 택배기사 선발전에서 사월의 경쟁자
- 김기방 : 정보원 역 - 난민구역 내 5-8과 긴밀히 정보를 주고 받는 인물
- 유연수 : 국방장관 역
- 이성욱 : 오지환 역 - 천명그룹 소속 A구역 사업 총괄 상무
- 배유람 : 5-7 역 - 천명그룹 소속 신입 택배기사, 지환의 사촌동생
- 임성재 : 이 중사 역 - 정보사 부사관